# Liste von Antarktisexpeditionen
Diese Liste von Antarktisexpeditionen ist eine chronologische Liste von Expeditionen und Seereisen, bei denen es um die Antarktis ging oder bei denen die Antarktis prominent involviert war. Nicht eingeschlossen sind Seereisen, die die Antarktische Konvergenz überschritten, aber kein Land entdeckten.

## Bis zum 19. Jahrhundert
| Jahr      | Name                                   | Nation         | Leiter                                 | Ergebnis                                                        | Anmerkung                                                            |
| --------- | -------------------------------------- | -------------- | -------------------------------------- | --------------------------------------------------------------- | -------------------------------------------------------------------- |
| 1675      |                                        | England        | Anthony de la Roché                    | Entdeckung Südgeorgiens                                         | Das erste jemals südlich der Antarktischen Konvergenz entdeckte Land |
| 1739      |                                        | Frankreich     | Jean-Baptiste Charles Bouvet de Lozier | Entdeckung der Bouvetinsel                                      |                                                                      |
| 1771–1772 | Erste französische Antarktisexpedition | Frankreich     | Yves Joseph de Kerguelen de Trémarec   | Entdeckung der Kerguelen                                        |                                                                      |
| 1772–1775 |                                        | Großbritannien | James Cook                             | Erstmalige Kreuzung des Polarkreises Forschungen in Südgeorgien | Südrekord (71° 10′ 0″ S, 106° 54′ 0″ W) am 30. Januar 1774.          |

## 19. Jahrhundert
| Jahr      | Name                                    | Nation          | Leiter                             | Ergebnis | Anmerkung                                                                                         |
| --------- | --------------------------------------- | --------------- | ---------------------------------- | --- | ------------------------------------------------------------------------------------------------- |
| 1819      |                                         | Großbritannien  | William Smith                      | Entdeckung der Südshetlandinseln (62° 0′ S, 58° 0′ W) | Erstmalige Entdeckung von Land südlich des 60. Breitengrades                                      |
| 1819      |                                         | Spanien         | Rosendo Porlier                    | Die San Telmo sinkt in der Drakestraße | Die Mitglieder der Besatzung gelten als die ersten in der Antarktis gestorbenen Menschen          |
| 1819–1821 |                                         | Russland        | Fabian Gottlieb von Bellingshausen | Entdeckung der Prinzessin-Martha-Küste (69° 21′ 28″ S, 2° 14′ 50″ W) am 27. Januar 1820 | Erstmalige Sichtung des antarktischen Festlands                                                   |
| 1820      |                                         | Großbritannien  | Edward Bransfield William Smith    | Sichtung der Trinity-Halbinsel (63° 37′ S, 58° 20′ W) am 30. Januar 1820 |                                                                                                   |
| 1820      |                                         | USA             | Nathaniel Palmer                   | Sichtung von Antarktika am 17. November 1820 |                                                                                                   |
| 1821      |                                         | USA             | John Davis                         | John Davis setzt am 7. Februar 1821 an der Hughes Bay (64° 13′ 0″ S, 61° 20′ 0″ W) angeblich erstmals Fuß auf antarktisches Territorium                                                                                          | Seine Angaben werden mittlerweile bezweifelt                                                      |
| 1823–1824 |                                         | Großbritannien  | James Weddell                      | erreicht am 20. Februar 1823 den südlichsten bis dahin von einem Schiff erreichten Punkt (74° 15′ 0″ S, 30° 12′ 0″ W) |                                                                                                   |
| 1830–1832 | Southern Ocean Expedition               | Großbritannien  | John Biscoe                        | Sichtung von Enderbyland (67° 30′ 0″ S, 53° 0′ 0″ O), Grahamland und die Adelaide-Insel (67° 15′ S, 68° 30′ W) | Im Auftrag der englischen Walfanggesellschaft Samuel Enderby & Sons                               |
| 1837–1840 | Zweite französische Antarktisexpedition | Frankreich      | Jules Dumont d’Urville             | Entdeckung des Adelielandes |                                                                                                   |
| 1838–1839 |                                         | Großbritannien  | John Balleny                       | Entdeckung der Balleny-Inseln (66° 55′ S, 163° 45′ O) | Im Auftrag der englischen Walfanggesellschaft Samuel Enderby & Sons                               |
| 1838–1842 | United States Exploring Expedition      | USA             | Charles Wilkes                     | Erreicht die Antarktische Halbinsel (69° 30′ 0″ S, 65° 0′ 0″ W) und die Ostantarktis |                                                                                                   |
| 1839–1843 | Ross-Expedition                         | Großbritannien  | James Clark Ross                   | Entdeckung des Ross-Schelfeises, des Rossmeeres, des Mount Erebus, Mount Terror und des Victorialandes; Aufstellung eines neuen Südrekordes (78°9'S)                                                                             | Berechnung des magnetischen Südpols                                                               |
| 1873–1874 |                                         | Deutsches Reich | Eduard Dallmann                    | Entdeckung unter anderem der Bismarck-Straße, des Neumayer-Kanals und des Wilhelm-Archipels | Im Auftrag der Deutschen Polar-Schifffahrtsgesellschaft                                           |
| 1892–1893 | Dundee Whaling Expedition               | Schottland      |                                    | Entdeckung der Dundee-Insel (63° 30′ S, 55° 55′ W) | Initiative einer Walfanggesellschaft aus Dundee mit dem Ziel, Glattwale im Weddell-Meer zu finden |
| 1893–1895 |                                         | Norwegen        | Henryk Bull                        | Bull betritt die Antarktis bei Kap Adare |                                                                                                   |
| 1897–1899 | Belgica-Expedition                      | Belgien         | Adrien de Gerlache de Gomery       | Umfangreiche Sammlung meteorologischer Daten sowie biologischer und geologischer Proben, erstmalige Untersuchung der Strömungsverhältnisse an der antarktischen Küste, Kartografierung der Westküste der Antarktischen Halbinsel | Markiert den Beginn des goldenen Zeitalters der Antarktisforschung                                |
| 1898–1899 | Southern-Cross-Expedition               | Norwegen        | Carsten Egeberg Borchgrevink       | Segelt zum Kap Adare und überwintert in der Antarktis, neuer Südrekord (78°50'S) |                                                                                                   |

## 20. Jahrhundert
| Jahr      | Name                                                             | Nation                                          | Leiter                                                               | Ergebnis | Anmerkung                                                                                               |
| --------- | ---------------------------------------------------------------- | ----------------------------------------------- | -------------------------------------------------------------------- | --- | --- |
| 1901–1904 | Discovery-Expedition                                             | Großbritannien                                  | Robert Falcon Scott                                                  | Neuer Südrekord (82°17'S) am 30. Dezember 1902                                                                                               | Erste britische Antarktisexpedition seit James Clark Ross                                               |
| 1901–1903 | Gauß-Expedition                                                  | Deutsches Reich                                 | Erich von Drygalski                                                  | Erforschung des unbekannten Gebietes südlich der Kerguelen                                                                                   | |
| 1901–1903 | Schwedische Antarktisexpedition                                  | Schweden                                        | Otto Nordenskjöld                                                    | Erforschung der Antarktischen Halbinsel | |
| 1902–1904 | Scottish National Antarctic Expedition                           | Schottland                                      | William Speirs Bruce                                                 | Errichtung der Orcadas-Station, Entdeckung der Ostküste des Weddell-Meeres                                                                   | Erste nationale Antarktisexpedition Schottlands                                                         |
| 1903–1905 | Vierte französische Antarktisexpedition                          | Frankreich                                      | Jean-Baptiste Charcot                                                | Erforschung der Westküste des Grahamlandes                                                                                                   | |
| 1907–1909 | Nimrod-Expedition                                                | Großbritannien                                  | Ernest Shackleton                                                    | Erreichen des antarktischen magnetischen Südpols (72°15′S, 155°16′O) am 16. Januar 1909, neuer Südrekord (88°23'S,160°0'S) am 9. Januar 1909 | |
| 1908–1910 | Fünfte französische Antarktisexpedition                          | Frankreich                                      | Jean-Baptiste Charcot                                                | Entdeckung der Marguerite Bay, der Charcot-Insel und einiger weiterer Inseln und Buchten                                                     | |
| 1910–1912 | Japanische Antarktisexpedition                                   | Japan                                           | Nobu Shirase                                                         | Versuch, den Südpol zu erreichen, scheiterte                                                                                                 | |
| 1910–1912 | Fram-Expedition                                                  | Norwegen                                        | Roald Amundsen                                                       | Erreichen des Südpols (90° S) am 14. Dezember 1911                                                                                           | |
| 1910–1913 | Terra-Nova-Expedition                                            | Großbritannien                                  | Robert Falcon Scott                                                  | Erreichen des Südpol (90° S) am 17. Januar 1912                                                                                              | |
| 1911–1913 | Zweite Deutsche Antarktisexpedition                              | Deutsches Reich                                 | Wilhelm Filchner                                                     | Entdeckung des Filchner-Eisschelfs | |
| 1911–1914 | Australasiatische Antarktisexpedition                            | Australien                                      | Douglas Mawson                                                       | Kartierung der antarktischen Küstenlinie südlich von Australien                                                                              | |
| 1914–1916 | Endurance-Expedition                                             | Großbritannien                                  | Ernest Shackleton                                                    | Vollständige Überquerung der antarktischen Landmasse scheiterte                                                                              | Letzte große Expedition des Goldenen Zeitalters                                                         |
| 1914–1917 | Ross Sea Party                                                   | Großbritannien                                  | Aeneas Mackintosh                                                    | Unterstützte die Endurance-Expedition | |
| 1920–1922 | British Imperial Antarctic Expedition                            | Großbritannien                                  | John Lachlan Cope                                                    | | |
| 1921–1922 | Quest-Expedition                                                 | Großbritannien                                  | Ernest Shackleton                                                    | Die genauen Ziele der Expedition blieben verborgen, zudem kehrte sie ohne Ergebnisse nach England zurück                                     | Letzte Expedition des Goldenen Zeitalters                                                               |
| 1928–1930 | Wilkins-Hearst-Expedition                                        | USA                                             | Hubert Wilkins                                                       | Erster Flug in der Antarktis | |
| 1928–1930 | Byrd Antarctic Expedition                                        | USA                                             | Richard Evelyn Byrd                                                  | Erster Überflug des Südpols | |
| 1929–1931 | British Australian and New Zealand Antarctic Research Expedition | Commonwealth of Nations                         | Douglas Mawson                                                       | Entdeckung des Mac-Robertson-Landes und Princess-Elizabeth-Landes                                                                            | Hauptgeldgeber der Expedition waren Australien, Neuseeland und das Vereinigte Königreich                |
| 1931      |                                                                  | Norwegen                                        | Hans Halvorsen                                                       | Entdeckung der Prinzessin-Astrid-Küste | |
| 1931      |                                                                  | Norwegen                                        | Carsten Egeberg Borchgrevink                                         | Entdeckung der Kronprinz Olav-Küste | |
| 1931      |                                                                  | Norwegen                                        | Hjalmar Riiser-Larsen                                                | Flug über die Antarktis | |
| 1933–1935 | Richard Evelyn Byrds zweite Expedition                           | USA                                             | Richard Evelyn Byrd                                                  | | |
| 1933–1939 | Lincoln Ellsworths Antarktisexpedition                           | USA                                             | Lincoln Ellsworth                                                    | Erste Überquerung des antarktischen Kontinents (mit dem Flugzeug)                                                                            | |
| 1934–1937 | British Graham Land Expedition                                   | Großbritannien                                  | Beweis, dass das Grahamland eine Halbinsel ist, Kartierung der Küste | | |
| 1936–1937 | Lars-Christensen-Expedition 1936/37                              | Norwegen                                        | Lars Christensen                                                     | Abwurf der Flagge Norwegens über der Prinz-Harald-Küste                                                                                      | |
| 1938–1939 | Dritte Deutsche Antarktisexpedition                              | Deutsches Reich                                 | Alfred Ritscher                                                      | Erkundung von Neuschwabenland und weitere Forschungsarbeiten                                                                                 | |
| 1939–1941 | United States Antarctic Service Expedition                       | USA                                             | Richard Evelyn Byrd                                                  | | |
| 1943–1945 | Operation Tabarin                                                | Großbritannien                                  | James Marr                                                           | Errichtung einiger Stationen in der Antarktis zu Untermauerung britischer Territorialansprüche                                               | |
| 1946–1947 | Operation Highjump                                               | USA                                             | Richard Evelyn Byrd                                                  | Erstellung von über 70.000 Luftbildern, die wegen fehlender Bodenkontrollpunkte vorerst nutzlos waren                                        | |
| 1947–1948 | 1. Chilenische Antarktisexpedition                               | Chile                                           | Federico Guesalaga Toro                                              | | |
| 1947–1948 | Operation Windmill                                               | USA                                             | Gerald Ketchum                                                       | U. a. Vermessung von über 30 Referenzpunkten, um die Luftbilder der Operation Highjump nutzbar zu machen                                     | |
| 1947–1948 | Ronne Antarctic Research Expedition                              | USA                                             | Finn Ronne                                                           | Untersuchung des Weddell-Meeres | Letzte privatfinanzierte Unternehmung aus den USA, erstmalige Überwinterung von Frauen in der Antarktis |
| 1949–1952 | Norwegisch-Britisch-Schwedische Antarktisexpedition              | multinational: Norwegen Großbritannien Schweden | John Giæver                                                          | | Erste multinational organisierte Antarktisexpedition                                                    |
| 1955–1956 | Operation Deep Freeze                                            | USA                                             | Richard Evelyn Byrd                                                  | Einrichtung der Stationen Little America V und McMurdo                                                                                       | |
| 1955–1957 | 1. Sowjetische Antarktisexpedition                               | Sowjetunion                                     | Michail Michailowitsch Somow                                         | | |
| 1956      |                                                                  | USA                                             |                                                                      | Einrichtung der Amundsen-Scott-Südpolstation                                                                                                 | |
| 1956–1958 | Commonwealth Trans-Antarctic Expedition                          | Commonwealth of Nations                         | Vivian Fuchs                                                         | Erste erfolgreiche Durchquerung der Antarktis über den Südpol                                                                                | |
| 1956–1958 | 2. Sowjetische Antarktisexpedition                               | Sowjetunion                                     | Alexei Fjodorowitsch Trjoschnikow                                    | | |
| 1957–1958 |                                                                  |                                                 |                                                                      | Internationales Geophysikalisches Jahr | |
| 1957      |                                                                  |                                                 |                                                                      | Einrichtung der Scott Base | |
| 1957–1958 | Luncke-Expedition                                                |                                                 |                                                                      | | |
| 1957–1958 | New Zealand Geological Survey Antarctic Expedition               | Neuseeland                                      |                                                                      | | |
| 1957–1959 | 3. Sowjetische Antarktisexpedition                               | Sowjetunion                                     | Jewgeni Iwanowitsch Tolstikow                                        | | |
| 1958–1960 | 4. Sowjetische Antarktisexpedition                               | Sowjetunion                                     | Alexander Gawrilowitsch Dralkin                                      | | |
| 1959–1961 | 5. Sowjetische Antarktisexpedition                               | Sowjetunion                                     | Jewgenij Korotkewitsch                                               | | |
| 1960      | South African National Antarctic Expedition                      | Südafrika                                       |                                                                      | | |
| 1960–1962 | 6. Sowjetische Antarktisexpedition                               | Sowjetunion                                     | V. Driatsky                                                          | | |
| 1961–1963 | 7. Sowjetische Antarktisexpedition                               | Sowjetunion                                     | Alexander Gawrilowitsch Dralkin                                      | | |
| 1962      | Wostok-Traverse                                                  | Australien                                      |                                                                      | Durchquerung der Antarktis | Führung der ANARE                                                                                       |
| 1962–1964 | 8. Sowjetische Antarktisexpedition                               | Sowjetunion                                     | Michail Michailowitsch Somow                                         | | |
| 1963–1965 | 9. Sowjetische Antarktisexpedition                               | Sowjetunion                                     | Michail Michailowitsch Somow                                         | | |
| 1964–1966 | 10. Sowjetische Antarktisexpedition                              | Sowjetunion                                     | M. Ostrekin und I. Petrow                                            | | |
| 1965–1967 | 11. Sowjetische Antarktisexpedition                              | Sowjetunion                                     | D. Maksutow und Leonid Dubrowin                                      | | |
| 1966–1968 | 12. Sowjetische Antarktisexpedition                              | Sowjetunion                                     | Pawel Kononowitsch Senko und Wladislaw Gerbowitsch                   | | |
| 1967–1969 | 13. Sowjetische Antarktisexpedition                              | Sowjetunion                                     | Alexei Fjodorowitsch Trjoschnikow                                    | | |
| 1968–1970 | 14. Sowjetische Antarktisexpedition                              | Sowjetunion                                     | D. Maksutow und Ernst Krenkel                                        | | |
| 1969–1971 | 15. Sowjetische Antarktisexpedition                              | Sowjetunion                                     | Pawel Kononowitsch Senko und Wladislaw Gerbowitsch                   | | |
| 1970–1972 | 16. Sowjetische Antarktisexpedition                              | Sowjetunion                                     | I. Petrow und Juri Tarbejew                                          | | |
| 1971–1973 | 17. Sowjetische Antarktisexpedition                              | Sowjetunion                                     | Jewgenij Korotkewitsch und W. Awerjanow                              | | |
| 1972–1974 | 18. Sowjetische Antarktisexpedition                              | Sowjetunion                                     | Pawel Kononowitsch Senko                                             | | |
| 1973–1975 | 19. Sowjetische Antarktisexpedition                              | Sowjetunion                                     | D. Maksutow und W. Ignatow                                           | | |
| 1974–1976 | 20. Sowjetische Antarktisexpedition                              | Sowjetunion                                     | W. Serdjukow und N. Kornilow                                         | | |
| 1975–1977 | 21. Sowjetische Antarktisexpedition                              | Sowjetunion                                     | O. Sedow und G. Bardin                                               | | |
| 1976–1978 | 22. Sowjetische Antarktisexpedition                              | Sowjetunion                                     | N. Tjabin und Leonid Dubrowin                                        | | |
| 1977–1979 | 23. Sowjetische Antarktisexpedition                              | Sowjetunion                                     | W. Serdjukow und O. Sedow                                            | | |
| 1978–1980 | 24. Sowjetische Antarktisexpedition                              | Sowjetunion                                     | A. Artemjew und O. Sedow                                             | | |
| 1979–1980 | GANOVEX I                                                        | BR Deutschland                                  |                                                                      | | Bundesanstalt für Geowissenschaften und Rohstoffe                                                       |
| 1979–1981 | 25. Sowjetische Antarktisexpedition                              | Sowjetunion                                     | N. Kornilow und N. Tjabin                                            | | |
| 1980–1981 | Transglobe-Expedition                                            | Großbritannien                                  | Ranulph Fiennes                                                      | Umrundung der Erde über Süd- und Nordpol | |
| 1980–1982 | 26. Sowjetische Antarktisexpedition                              | Sowjetunion                                     | W. Serdjukow und W. Schamontjew                                      | | |
| 1982      | GANOVEX II                                                       | BR Deutschland                                  |                                                                      | abgebrochen | Bundesanstalt für Geowissenschaften und Rohstoffe                                                       |
| 1981–1983 | 27. Sowjetische Antarktisexpedition                              | Sowjetunion                                     | D. Maksutow und R. Galkin                                            | | |
| 1982–1983 | GANOVEX III                                                      | BR Deutschland                                  |                                                                      | | Bundesanstalt für Geowissenschaften und Rohstoffe                                                       |
| 1982–1984 | 28. Sowjetische Antarktisexpedition                              | Sowjetunion                                     | N. Kornilow und A. Artemjew                                          | | |
| 1983–1985 | 29. Sowjetische Antarktisexpedition                              | Sowjetunion                                     | N. Tjabin und L.Bulatow                                              | | |
| 1984–1985 | GANOVEX IV                                                       | BR Deutschland                                  |                                                                      | | Bundesanstalt für Geowissenschaften und Rohstoffe                                                       |
| 1984–1985 | Antarktos I                                                      | Uruguay                                         | Omar Porciúncula                                                     | | Erste Expedition Uruguays                                                                               |
| 1984–1986 | 30. Sowjetische Antarktisexpedition                              | Sowjetunion                                     | D. Maksutow und R. Galkin                                            | | |
| 1985–1987 | 31. Sowjetische Antarktisexpedition                              | Sowjetunion                                     | N. Tjabin und W. Dubowtsew                                           | | |
| 1986–1988 | 32. Sowjetische Antarktisexpedition                              | Sowjetunion                                     | W. Klokow und W. Wowk                                                | | |
| 1987–1988 | GEISHA                                                           | BR Deutschland                                  |                                                                      | | Alfred-Wegener-Institut und BGR                                                                         |
| 1987–1989 | 33. Sowjetische Antarktisexpedition                              | Sowjetunion                                     | N. A. Kornilow und Ju. A. Kabarow                                    | | |
| 1987–1989 | 1. Antarktisexpedition der DDR                                   | DDR                                             |                                                                      | | |
| 1987–1988 | Erste Bulgarische Antarktisexpedition                            | Bulgarien                                       |                                                                      | Einrichtung der St. Kliment Ohridski Base | |
| 1988–1989 | GANOVEX V                                                        | BR Deutschland                                  |                                                                      | | Bundesanstalt für Geowissenschaften und Rohstoffe                                                       |
| 1988–1990 | 2. Antarktisexpedition der DDR                                   | DDR                                             |                                                                      | | |
| 1988–1990 | 34. Sowjetische Antarktisexpedition                              | Sowjetunion                                     | S. M. Prjamikow und L. W. Bulatow                                    | | |
| 1989–1991 | 3. Antarktisexpedition der DDR                                   | DDR                                             |                                                                      | | |
| 1989–1991 | 35. Sowjetische Antarktisexpedition                              | Sowjetunion                                     | W. M. Pigusow                                                        | | |
| 1990–1991 | GANOVEX VI                                                       | Deutschland                                     |                                                                      | | Bundesanstalt für Geowissenschaften und Rohstoffe                                                       |
| 1991–1992 | 36. Sowjetische Antarktisexpedition                              | Sowjetunion / Russland                          | Lew Sawatjugin                                                       | | |
| 1992–1993 | GANOVEX VII                                                      | Deutschland                                     |                                                                      | | Bundesanstalt für Geowissenschaften und Rohstoffe                                                       |
| 1995–1996 | GeoMaud-Expedition                                               | Deutschland                                     |                                                                      | | Bundesanstalt für Geowissenschaften und Rohstoffe                                                       |
| 1996      |                                                                  |                                                 |                                                                      | Entdeckung des Wostoksees | |
| 1999–2000 | GANOVEX VIII                                                     | Deutschland                                     |                                                                      | | Bundesanstalt für Geowissenschaften und Rohstoffe                                                       |

## 21. Jahrhundert
| Jahr      | Name                       | Nation         | Leiter                          | Ergebnis                                                     | Anmerkung                                                                 |
| --------- | -------------------------- | -------------- | ------------------------------- | ------------------------------------------------------------ | ------------------------------------------------------------------------- |
| 2000–2001 | Liv Arnesen & Ann Bancroft |                |                                 | Durchquerung                                                 |                                                                           |
| 2004      | BELARE-Expedition          | Belgien        |                                 |                                                              |                                                                           |
| 2004–2005 | Tangra 2004/05             | Bulgarien      |                                 | Kartierung der Livingston-Insel, Gründung des Camp Academia  | Kommission für Antarktische Geographische Namen, Fondazija Manfred Wörner |
| 2005      |                            |                |                                 | Unterstützung der BELARE-Expedition                          |                                                                           |
| 2005–2006 | GANOVEX IX                 | Deutschland    |                                 |                                                              | Bundesanstalt für Geowissenschaften und Rohstoffe                         |
| 2006–2007 |                            |                |                                 | Drachenfliegerexpedition zum Pol der Unzugänglichkeit        |                                                                           |
| 2007      |                            | Großbritannien |                                 | Unabhängige berittene Expedition zur Antarktischen Halbinsel |                                                                           |
| 2007      |                            | Südafrika      | Sibusiso Vilane und Alex Harris | Unabhängige südafrikanische Expedition                       |                                                                           |
| 2009–2010 | GANOVEX X                  | Deutschland    |                                 |                                                              | Bundesanstalt für Geowissenschaften und Rohstoffe                         |
| 2015–2016 | GANOVEX XI                 | Deutschland    |                                 |                                                              | Bundesanstalt für Geowissenschaften und Rohstoffe                         |
| 2016–2017 | GANOVEX XII                | Deutschland    |                                 |                                                              | Bundesanstalt für Geowissenschaften und Rohstoffe                         |
| 2018–2019 | GANOVEX XIII               | Deutschland    |                                 |                                                              | Bundesanstalt für Geowissenschaften und Rohstoffe                         |
| 2021–2022 |                            | China          |                                 |                                                              | Chinesisches Polarforschungszentrum                                       |
| 2022–2023 |                            | China          |                                 |                                                              | Chinesisches Polarforschungszentrum                                       |